# Camogie
Camogie é um desporto de taco e bola, praticado exclusivamente por mulheres num campo exterior. É jogado por duas equipas de 15 cada lado, semelhante ao hurling praticado pelos irlandeses.
Os jogadores de camogie fazem uso do “camán”, um taco de madeira com uma base larga usada para bater na bola.
Este taco é utilizado para arremessar a bola ao gol ou para passá-la ao colega de time.
Os jogadores podem pegar na bola e correr com a mesma por uma distância de cinco passos, antes de arremessá-la.
A pontuação é feita em um gol no formato de H na linha final do campo do oponente, um golo (sob a barra em H) equaliza até 3 pontos (acima da barra no H).
As partidas de camogie são realizadas num campo cujas medidas são de 130m a 145m de comprimento e 80m a 90 de largura (um pouco maior que um campo de futebol).
O camogie existe desde 1904 e é praticado por mais de 100.000 jogadores afiliados a 550 clubes, principalmente na Irlanda, mas também está presente na Europa, América do Norte, Ásia e Austrália.
O campeonato anual All Ireland Camogie, disputado por equipas de 32 condados irlandeses e alguns de fora do país, atraem um público de mais de 35.000 pessoas e é transmitido pelo canal de TV nacional da Irlanda.